# Papratište
Papratište (cyr. Папратиште) – wieś w Serbii, w okręgu zlatiborskim, w gminie Požega. W 2011 roku liczyła 212 mieszkańców.